# Руда Тетяна Петрівна
Тетяна Петрівна Руда (нар. 26 липня 1945, Київ) — українська науковиця, теоретикиня літератури, славістка, культурологиня. Доктор філологічних наук (1996). Дослідниця взаємодій національних культур, масової культури, постаті Максима Рильського.
Майже 60 років — наукова співробітниця Інституту мистецтвознавства, фольклористики та етнології імені Максима Рильського АН УРСР (пізніше — НАН України; з 1967). П'ять років очолювала відділ кінознавства інституту (2011—2016).

## Життєпис
Народилась 26 липня 1945 року у Києві. Майже все життя прожила в будинку № 15 по вулиці Льва Толстого.
У 1967 році закінчила філологічний факультет Київського державного університету імені Тараса Шевченка (КДУ; декан — професор Павло Федченко), вивчала болгарську та російську мови та літератури, відвідувала спецкурси з польської та чеської мов.
Відтоді ж — аспірантка, пізніше — наукова співробітниця Інституту мистецтвознавства, фольклористики та етнології імені Максима Рильського АН УРСР (пізніше — НАН України; ІМФЕ). У 1971 році закінчила аспірантуру та здобула науковий ступінь кандидата філологічних наук, захистивши дисертацію на тему «Іван Франко — дослідник слов'янського фольклору» (науковий керівник — професор Олексій Дей).
У 1970—1974 роках працювала у відділі слов'янської фольклористики ІМФЕ. З 1974 року — старша наукова співробітниця новоствореного відділу теорії мистецтва під керівництвом професора Миколи Гончаренка. Викладала слов'янський фольклор на філологічному факультеті КДУ імені Тараса Шевченка, історію літератури в Київському художньому інституті, культурологію в Київському державному інституті театрального мистецтва імені І. К. Карпенка-Карого.

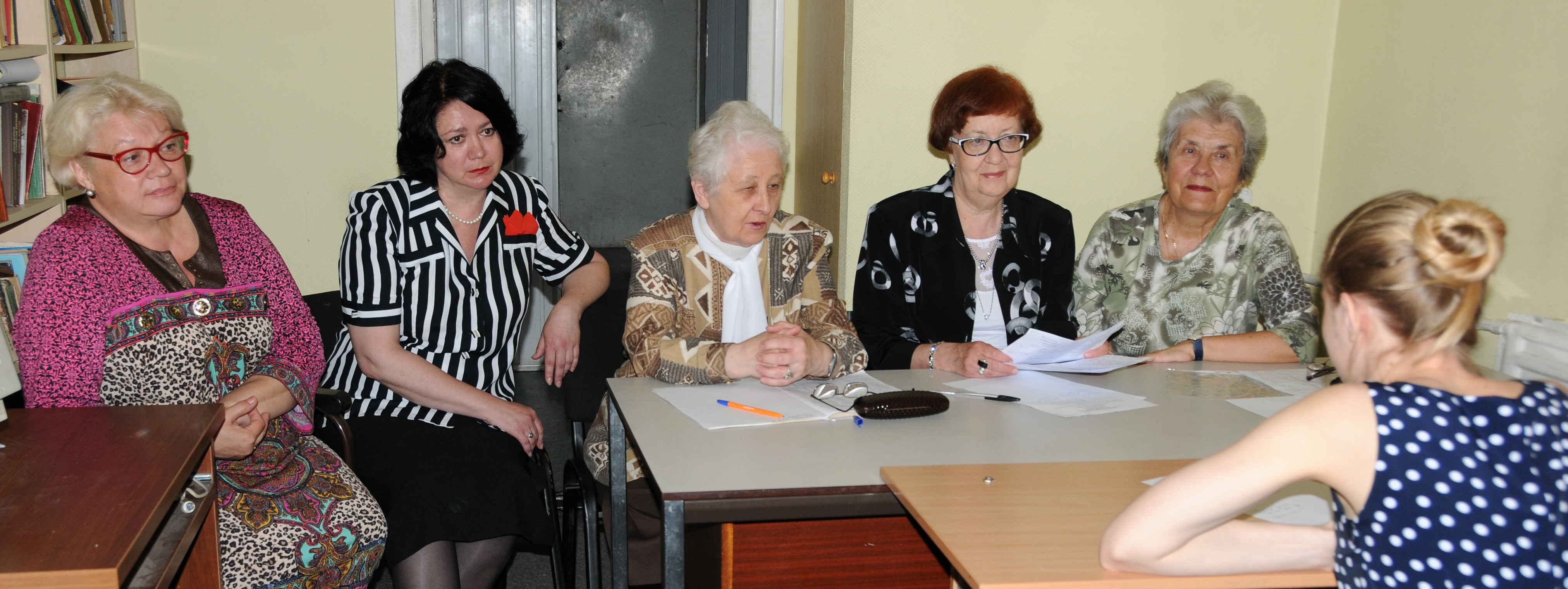
Тетяна Руда (четверта ліворуч) на випускних екзаменах кафедри кінознавства КНУТКіТ імені І. К. Карпенка-Карого, червень 2014 року

У 1996 році здобула науковий ступінь доктора філологічних наук, захистивши дисертацію на тему «Взаємодія національних художніх культур: літературознавчі аспекти». Згодом з реорганізованого відділу теорії мистецтва перейшла до відділу культурології та етномистецтвознавства під керівництвом професора Ігоря Юдкіна. З 2008 року — провідна наукова співробітниця відділу мистецтва та народної творчості зарубіжних країн під керівництвом Лариси Вахніної.
У 2011—2016 роках — завідувачка відділу кінознавства ІМФЕ. Продовжує працювати в інституті на посаді провідної наукової співробітниці відділу екранно-сценічних мистецтв та культурології під керівництвом професора Наталії Мех.

### Родина
- Батько — науковець-економіст, державний діяч, кандидат економічних наук Петро Рудий (1905—1986).
- Мати — науковиця-літературознавиця, доктор філологічних наук Ніна Крутікова (1913—2008).
- Сестра — історик науки і техніки, доктор історичних наук Світлана Руда (нар. 1936)[3].

## Наукова діяльність
Володіє кількома мовами, зокрема болгарською. Займаючись написанням кандидатської дисертації 1971 року, опублікувала листи низки науковців до Івана Франка, які зберігались в архіві письменника в Інституті літератури імені Тараса Шевченка АН УРСР. На основі дисертації створила однойменну монографію, опубліковану у 1974 році, за яку була нагороджена премією АН УРСР для молодих учених і студентів вищих навчальних закладів за кращі наукові роботи.
На початку 1970-х років, працюючи у відділі слов'янської фольклористики, брала участь у фольклорних експедиціях, перекладала художні твори з болгарської мови. У відділі теорії мистецтва поглибила дослідження в галузі взаємодії національних культур. У 1983 році опублікувала монографію «Взаимообогащение художественных культур народов СССР», у 1994 році — монографію «Взаємодія національних культур: теорія і реальність». Через два роки захистила докторську дисертацію в цій галузі.
У відділі культурології та етномистецтвознавства розробляла питання масової культури, досліджувала постать Максима Рильського, зокрема його перекладацький та фольклористичний доробок. Підготувала низку статей про своїх вчителів — Олексія Дея, Миколу Гончаренка, Григорія Вервеса, Софію Грицу.
Авторка розділів для шкільних підручників з літератури, зокрема «Література для 11 класу» (2001), упорядниця листування своїх батьків під час німецько-радянської війни (книга «Война. Разлука. Любовь. (Переписка Н. Е. Крутиковой и П. Е. Рудого. 1941—1944 гг.)», 2012). До 70-річчя Тетяни Рудої у 2015 році колега науковиці Лариса Вахніна писала:
|  | Саме від батьків Тетяна Петрівна перейняла рідкісну на сьогодні рису — «аристократизм духу» та чудові людські якості — бажання завжди допомогти своїм колегам, друзям і молоді, якою вона завжди опікується. |

Членкиня спеціалізованої вченої ради ІМФЕ з захисту кандидатських і докторських дисертацій з фольклористики та етнології, спеціалізованої ради з культурології та мистецтвознавства. Членкиня редакційних колегій щорічників «Слов'янський світ», «Слов'янські обрії», в минулому — часопису «Народна творчість та етнологія». У 2018—2022 роках — голова Державної екзаменаційної комісії Київського національного університету театру, кіно і телебачення імені Івана Карпенка-Карого.

## Науковий доробок (частковий)
- Иван Франко — исследователь славянского фольклора: диссертация кандидата филологических наук : 10.00.00. — Киев, 1971. — 322 с.
- Взаимообогащение художественных культур народов СССР / Т. П. Рудая. — Киев: Наук. думка, 1983. — 215 с.
- Художественное в эстетике и в искусстве / [Громов В. Е., Лановенко О. П., Рудая Т. П. и др.; Отв. ред. Н. В. Гончаренко]; АН УССР, Ин-т искусствоведения, фольклора и этнографии им. М. Ф. Рыльского. — Киев: Наук. думка, 1990. — 249 с.
- Взаємодія національних художніх культур: літературознавчі аспекти: дис. д-ра філол. наук: 10.01.06 / Руда Тетяна Петрівна ; НАН України, Ін-т мистецтвознав., фольклористики та етнології ім. М. Т. Рильського. — К., 1996. — 399 с.
- Художня культура в умовах глобального розвитку ЗМК / Т. П. Руда // Слов'янський світ: Зб. наук. пр. — К.: ІМФЕ ім. М. Т. Рильського НАН України, 2008. — Вип. 6. — С. 180—202.
- Осінь у Софії. Наукові відрядження до Болгарії / Т. П. Руда // Слов'янський світ: Зб. наук. пр. — К.: ІМФЕ ім. М. Т. Рильського НАН України, 2009. — Вип. 7. — С. 213—217.
- Пам'яті видатного славіста (до 90-річчя від дня народження Григорія Вервеса) / Т. П. Руда // Слов'янський світ: Зб. наук. пр. — К.: ІМФЕ ім. М. Т. Рильського НАН України, 2010. — Вип. 8. — С. 213—219.
- Словник пушкінських топонімів / Т. П. Руда // Слов'янський світ: Зб. наук. пр. — К.: ІМФЕ ім. М. Т. Рильського НАН України, 2010. — Вип. 8. — С. 242—244.
- Олександр Пушкін у творчому сприйнятті Максима Рильського / Т. П. Руда // Слов'янський світ: Зб. наук. пр. — К.: ІМФЕ ім. М. Т. Рильського НАН України, 2011. — Вип. 9. — С. 128—136.
- Фольклор у науковій і художній творчості Максима Рильського / Т. П. Руда // Слов'янський світ: Зб. наук. пр. — К.: ІМФЕ ім. М. Т. Рильського НАН України, 2011. — Вип. 9. — С. 7-28.
- Война. Разлука. Любовь: переписка Н. Е. Крутиковой и П. Е. Рудого. 1941—1944 гг. / сост. [и авт. предисл.] Т. П. Рудая. — Киев: Изд. дом Д. Бураго, 2012. — 454, [1] с., [8] л. портр.
- Болгарія в біографії і творчості Максима Рильського / Т. П. Руда // Слов'янський світ: Зб. наук. пр. — К.: ІМФЕ ім. М. Т. Рильського НАН України, 2012. — Вип. 10. — С. 147—161.
- Славістичні інтереси Максима Рильського / Т. П. Руда // Слов'янський світ. — 2014. — Вип. 12. — С. 3-15.
- Грані великого таланту: Максим Рильський — поет, перекладач, учений / Тетяна Руда ; [голов. ред. Г. Скрипник] ; НАН України, Ін-т мистецтвознавства, фольклористики та етнології ім. М. Т. Рильського. — Київ: Вид-во ІМФЕ, 2017. — 143 с.
- Українська художня культура в умовах інформаційного суспільства: колект. монографія / [Юдкін-Ріпун І. та ін.] ; НАН України, Ін-т мистецтвознавства, фольклористики та етнології ім. М. Т. Рильського. — Київ: ІМФЕ, 2019. — 474, [1] с.
- Максим Рильський у спогадах, працях та портретах: до 125-річчя від дня народження: альбом / [редкол.: С. Пирожков (голов. ред.), Г. Скрипник (наук. ред.) та ін.] ; НАН України, Ін-т мистецтвознавства, фольклористики та етнології ім. М. Т. Рильського. — Київ: Вид-во ІМФЕ, 2019. — 239, III, [2] с.
- Модифікації реалізму в екранних мистецтвах: колект. монографія / [Т. Руда та ін.] ; НАН України, Ін-т мистецтвознавства, фольклористики та етнології ім. М. Т. Рильського. — Київ: ІМФЕ, 2019. — 235 с.
- Українська славістична фольклористика (XIX — початок XXI століття): енциклопед. слов. / [голов. ред. Ганна Скрипник ; редкол.: Лариса Вахніна (відп. ред.) та ін.] ; НАН України, Ін-т мистецтвознавства, фольклористики та етнології ім. М. Т. Рильського. — Київ: ІМФЕ ім. М. Т. Рильського, 2019. — 299 с.
- Українська фольклористична енциклопедія / [редкол.: Л. Вахніна та ін.] ; НАН України, Ін-т мистецтвознавства, фольклористики та етнології ім. М. Т. Рильського. — Київ: Видавництво ІМФЕ, 2019. — 837 с. : іл.
- Актуальні проблеми художньої культури: сучасні інтерпретації: колект. монографія / [Т. Руда та ін. ; голов. ред. Г. Скрипник ; відп. ред. О. Немкович] ; НАН України, Ін-т мистецтвознавства, фольклористики та етнології ім. М. Т. Рильського. — Київ: ІМФЕ, 2023. — 441 с. : іл.